# Limba moldovenească
Sintagma limbă moldovenească ilustrează în zilele noastre un concept, care, la origine provine de la bolșevicii români refugiați la Odesa în anii 1919-1920. Folosirea termenului ca atare este însă documentată anterior, ilustrative fiind pentru aceasta texte provenite de la Miron Costin, Grigore Ureche și Amfilohie Hotiniul. Este de menționată că ulterior sintagma respectivă a fost preferată, însă, pentru uzul administrației publice instalate de autoritățile țariste după intrarea Moldovei Orientale în stâpânirea Imperiului Rus, la 1812, pentru a identifica limba română (scopul fiind unul politic, de neutralizare a eventualelor aspirații de unire a basarabenilor cu statul român). Conceptul propriu-zis, care a postulat în mod neștiințific și motivat politic existența unei limbi moldovenești diferite de limba română, s-a materializat cu peste un secol mai târziu, drept efect al acțiunii Comitetului Științific Moldovenesc, ce a început să funcționeze în toamna anului 1926 în orașul Balta al Republicii Autonome Sovietice Socialiste Moldovenenești și a avut drept promotor un grup de intelectuali proletari aflați sub conducerea lui Leonid Madan. Limba moldovenească a devenit astfel și denumirea dată limbii române în Moldova sovietică, denumire folosită și după proclamarea independenței din 1991 în articolul 13, alineatul 1 din Constituția Republicii Moldova până în anul 2023.
Denumirea politică de „limbă moldovenească” nu trebuie confundată cu denumirea lingvistică „graiul moldovenesc”, care desemnează forma tradițională a limbii române populare vorbită pe teritoriile fostului Principat al Moldovei în România (Moldova Occidentală), Republica Moldova și Ucraina; limba română este limbă maternă pentru aproximativ 2,5 milioane de locuitori ai Republicii Moldova (76,5% din populația țării).
În prezent, la nivel oficial, glotonimul de „limbă moldovenească” nu mai există în articolul 13 din Constituția Republicii Moldova, acesta fiind modificat la data de 16 martie 2023. Curtea Constituțională a apreciat în 2013 că acest articol are valoare juridică inferioară Declarației de independență, și că prin urmare limba oficială a Republicii, ca stat independent, este „limba română”. Identitatea limbii vorbite pe ambele maluri ale Prutului a fost recunoscută oficial încă de la reintroducerea alfabetului latin în 1989 și, într-adevăr, în Declarația de independență din 1991 limba se cheamă „română”, denumire sub care de altfel se predă și în școli începând de atunci. Cu toate acestea, dezbaterile politice au fost resuscitate de adoptarea Constituției din 1994, care revenea la denumirea de „limbă moldovenească”. La acel moment, politicile de glasnost și perestroika temperaseră radicalismul sovietic ce distingea între două limbi, dezbaterea mutându-se pe ideea unei limbi comune cu două glotonime/lingvonime oficiale, română și moldovenească. În cele din urmă, prin Hotărârea nr. 36 din 5 decembrie 2013, Curtea Constituțională a hotărât că prevederea conținută în Declarația de Independență referitoare la limba română ca limbă de stat a Republicii Moldova prevalează asupra prevederii referitoare la limba moldovenească conținute în articolul 13 al Constituției. La data de 13 martie 2023, Parlamentul Republicii Moldova a hotărât că limba moldovenească nu există și că limba română este limba oficială a Republicii Moldova.
La nivel de populație, deși majoritatea locuitorilor capitalei Chișinău și, conform sondajelor, persoanele cu înaltă educație folosesc denumirea de „limbă română”, doar unul din șapte moldoveni din mediul rural a declarat româna ca limbă maternă la ultimul recensământ. În cele 5 raioane și 2 municipii ale zonei controlate de republica separatistă Transnistria „limba moldovenească” este încă scrisă cu literele chirilice rusești (ca în perioada sovietică), deosebite de literele chirilice tradiționale ale limbii române de dinainte de 1860. Astfel scrisă, este co-oficială cu limbile ucraineană și rusă. În Găgăuzia este scrisă cu litere latine, ca și în restul Republicii Moldova, și este co-oficială cu găgăuza și rusa.

## Premise
La nivel oral, graiul moldovenesc și limba română standard sunt între ele ușor inteligibile, dar există diferențe de vocabular, care au următoarele cauze:
- influența limbii ruse și, într-o mai mică măsură, a limbii ucrainene, care sunt limbi dominante la nivel regional în Republica Moldova;
- regionalismele: faptul că Republica Moldova a fost separată politic de România după cel de Al Doilea Război Mondial (a se vedea Cortina de fier) a micșorat oportunitățile de unificare a vocabularului. Astfel, multe cuvinte care au devenit arhaisme în România, dar care încă mai sunt folosite în comunități restrânse în provincia românească Moldova, au rămas în vocabularul de zi de zi al moldovenilor din Republica Moldova. De asemenea, câteva cuvinte și calcuri rusești sunt încă utilizate. Totuși, datorită influenței mass-media [necesită citare] și a învățământului, româna standard tinde să se impună și în Republica Moldova.

## Istorie

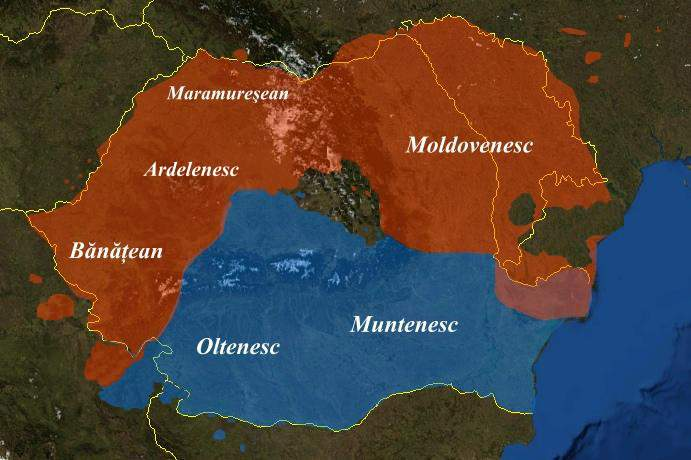
Harta graiurilor din limba dacoromână

Basarabia, provincie istorică din care face parte teritoriul actualei Republici Moldova, a fost parte componentă a principatului (voievodatului) românesc Moldova în timpul Evului Mediu. In 1812 însă, Basarabia a fost anexată de Imperiul Rus. În 1918, Sfatul Țării de la Chișinău a hotărât unirea cu România.
În regiunea din stânga Nistrului autoritățile sovietice au înființat în 1924 RASS Moldovenească, ca o republică autonomă subordonată RSS Ucraineană. Aici își are obârșia teoria unei limbi moldovenești diferită de română, prin această teorie URSS încercând să-și justifice pretențiile asupra Basarabiei.
Țăranii moldoveni din Transnistria erau în mare parte analfabeți și nu cunoșteau limba română literară. Autoritățile sovietice au încercat să creeze o nouă limbă literară, scrisă în alfabet chirilic, și cât mai depărtată de limba română. Cu crearea noii limbi literare s-a ocupat lingvistul Leonid Madan, dar nu a existat niciodată o acceptare unanimă a invențiilor acestuia de către autoritățile sovietice. Metodele folosite la crearea noii limbi literare moldovenești au inclus:
- Notarea în scris a tuturor diferențelor de rostire dintre graiul vorbit al moldovenilor din Transnistria sau Basarabia și limba română literară.
- Folosirea unor împrumuturi din rusă, de pildă: galstuh = cravată, slovari = dicționar
- Născocirea unor neologisme mai ales pentru noțiuni abstracte care lipseau din vorbirea obișnuită a țăranilor moldoveni analfabeți. Exemple de neologisme născocite cu acest prilej: unofelnic = monoton, singurcîrmuiri = autoadministrare, unogîndiri = unitate de idei, amuvremnic = contemporan[16]

Exemplu de „limbă moldovenească” din anii '20 (transpusă în alfabet latin): „De-amu v-o două luni di zăli, dicînd «Plugaru Roș» își lunjește discusîia dispri orfografia moldovineascî, mai întîi trebui di spus cî sfada merji nu dispri limba moldovineascî, dar dispri orfografii, adicî dispri sămnuirea sunitilor cari sînt în limba jii moldovineascî” (Petru Chior, comisar al poporului pentru învățământ în RASS Moldovenească, în broșura Despre orfografia moldovenească” din 1929).
Autoritățile sovietice au creat o Uniune a Scriitorilor din RASS Moldovenească în 1927, sub conducerea lui Mozeș Cahana. Uniunea urma să promoveze regulile noii limbi moldovenești. S-a format o generație de scriitori reprezentată de Dmitrii Milev, Pavel Chioru, Mihai Andriescu, Samuil Lehtțir, Aladar Imre, Culai Neniu, Filimon Săteanu sau Nistor Cabac.
În perioada 1932-1938 sovieticii au renunțat la teoria moldovenistă, trecându-se la folosirea alfabetului latin și a limbii române literare. În 1938 alfabetul chirilic a fost reintrodus, adepții alfabetului latin trimiși în pușcării, iar teoria limbii moldovenești diferită de română a revenit în forță. După Al Doilea Război Mondial, autoritățile sovietice au introdus alfabetul chirilic și noțiunea de limbă moldovenească și în Basarabia, fără însă să se revină la formele extreme de diferențiere față de română propovăduite în anii '20. Limba literară moldovenească de după Al Doilea Război Mondial a fost practic identică cu limba literară română, cu excepția folosirii alfabetului chirilic și a câtorva cuvinte diferite.
Diferențele dintre limba moldovenească literară și limba română constau în:
- Cuvinte oarecum „oficiale” în URSS: „soviet suprem” = parlament, „soviet sătesc” (raional) = consiliu (sfat) local, „raion” = ocol sau plasă, „ukaz”, „prikaz” = decret, „kolhoz” = cooperativă agricolă, „sovhoz” = întreprindere agricolă de stat;
- Evitarea unor neologisme din română în favoarea unor sinonime care însă se află și ele în limba română literară, nefiind specific moldovenești: biruință = victorie, taină = secret, norod = popor (se formase și adjectivul norodnic = popular, al poporului);
- Cazuri relativ rare de folosire a unor forme dialectale: răsărită = floarea soarelui, păpușoi = porumb, harbuz = pepene verde (lubeniță);
- Cazuri relativ rare de folosire a unor forme ruse: prospect = bulevard, sămăliot = avion, parahod = vapor, văgzal = gară, mălină = zmeură.

În 1989, limba moldovenească a fost declarată limbă oficială a Moldovei (pe atunci încă RSS Moldovenească), iar folosirea alfabetului latin a fost restaurată.
După declararea independenței Moldovei în 1991, constituția a continuat promovarea existenței limbii moldovenești. O încercare din 1996 a președintelui moldovean Mircea Snegur de a schimba numele limbii în română a fost anulată de către parlamentul moldovean.
În această configurație constituțională (articolele 12 și 13) și legală, creată sau admisă de autoritățile Republicii Moldova, cetățenii acesteia nu sunt toți oficial și deopotrivă recunoscuți ca « Moldoveni » (cum sunt în dreptul internațional) și nu au, pe planul lingvistic, cultural și identitar, drepturi egale : vorbitorii limbilor rusă și ucraineană se pot în mod liber referi la cultura, limba și civilizația din Rusia și Ucraina fiind oficial recunoscuți ca etnici « Ruși » sau « Ucrainieni » (fără a mai pune la socoteală că « limba de comunicare inter-etnică » este cea rusă), pe când vorbitorii limbii băștinașe nu se pot referi în mod liber la cultura, limba și civilizația din România și nu sunt oficial recunoscuți ca etnici « Români », denumirea de « Moldoveni » fiindu-le aplicată în mod discriminatoriu atât față de minoritățile conlocuitoare din Republica Moldova, cât și față de ceilalți vorbitori ai limbii lor de peste hotare. Această poziție ideologică este denumită „moldovenism” prin contrast cu „românismul” potrivit căruia „limba moldovenească” este o simplă denumire făcută la comandă politică, pentru a desemna în Republica Moldova limba dacoromână vorbită aidoma și în România : este poziția majorității lingviștilor, filologilor și istoricilor, îndeosebi printre cei specializați în limbile romanice de răsărit, precum și unei părți din populația Republicii Moldova.

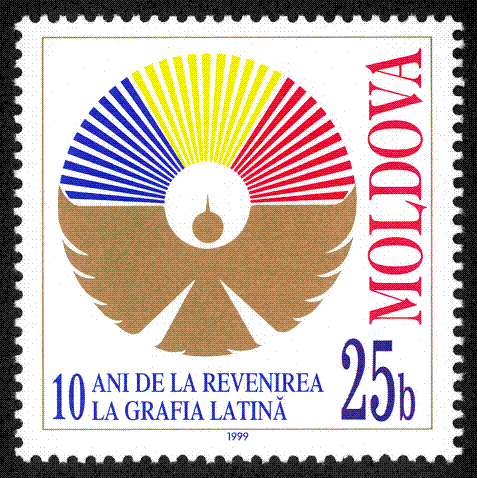
Timbru poștal din Republica Moldova, emis în 2009, pentru sărbătorirea împlinirii a 10 ani de la revenirea la grafia latină

În anii 1989-1991 când s-a efectuat trecerea „limbii moldovenești” la literele romane, echipa de lingviști, toponimiști și filologi ai Academiei de Științe a RSSM, în frunte cu Pr. Dr. Anatol Eremia, a propus pentru cuvintele comune ale acestei limbi, folosirea unei transcrieri specifice din scrierea chirilică (redând, de exemplu, K prin ch, Э prin ă, E prin e, Ь final prin i, sau Я prin ea), pentru cuvintele și numele proprii rusești transcrierea tradițională clasică (redând, de exemplu, K prin K, Э prin E, E prin IE, Ь final prin Î, sau Я prin IA) iar pentru toponime, adoptarea sistematică a denumirilor moldovenești cele mai timpuriu atestate, acolo unde toponimia imperială rusă din perioada 1812-1917 și sovietică din perioada 1940-89 împământenise sistematic denumirile non-moldovenești (de exemplu Bender în locul Tighinei, Cahul în locul Frumoasei, Ciobruci sau Cioburciu în locul Ciubărciului ș.a.m.d.). În final s-a adoptat transcrierea specifică inclusiv pentru numele proprii rusești, ajungând, o vreme, la transliterări precum „Alexandru Pușchin” în loc de „Aleksandr Pușkin”, iar în privința toponimelor s-au păstrat formele ruse și sovietice, transcrise și nu traduse, ca bunăoară „Ciobruci” (uneori „Cioburciu”: formă moldo-rusă) sau „Dnestrovsc” în loc de Ciubărciu/Чобурчи și Nistreni/Днестровск.
Deși inițial teza moldovenistă susținea existența a două limbi separate, dar politicile de glasnost și perestroika au temperat radicalismul sovietic, conducând la ideea că o limbă „abstand” (istorică) sau „ausbau” (codificată de o academie) unică, cum sunt bunăoară dacoromâna ori sârbo-croata, poate avea glotonime/lingvonime diferite de la un stat la altul, pentru a atesta astfel o identitate națională aparte în fiecare stat (v. Limbă ausbau, limbă abstand și limbă-acoperiș). Această teză este susținută încă astăzi de o parte din sfera politică moldovenească (îndeosebi PCRM), având o susținere redusă în rândul sociologilor, filologilor ori istoricilor (cf. Vasile Stati, Leonid Tabără).
Pentru a evita chestiunea politică, autoritățile Republicii Moldova au folosit de-a lungul timpului, în unele documente oficiale, termenul de „limbă de stat” însă cu multe ocazii sintagma „limba română” nu a putut fi evitată, cum este cazul sistemului de învățământ. În imnul național se folosește de asemenea expresia „limba noastră cea română”.
În 2002 guvernul Moldovei a încercat să dea limbii ruse aceleași privilegii egale limbii de stat, prin introducerea acestei limbi ca limbă străină obligatorie în ciclul primar de învățământ  – limba rusă este disciplină obligatorie în curriculumul gimnazial. Această măsură a stârnit un val de indignare în rândul populației majoritare vorbitoare nativă de română, fiind organizate proteste împotriva acestei decizii în Chișinău și în alte orașe importante. În cele din urmă noile legi au fost suspendate.
În standardul internațional ISO 639, limbii moldovenești i-au fost atribuite inițial codurile mol și mo, dar acestea au fost suprimate în noiembrie 2008 și înlocuite cu codurile asociate limbii române. Nu există un cod Ethnologue al limbii moldovenești,
Curtea Constituțională a Republicii Moldova a tranșat chestiunea denumirii oficiale a limbii prin Hotărârea nr. 36 din 5 decembrie 2013 când, în urma unei sesizări cu privire la caracterul primar al Declarației de Independență a Republicii Moldova, a decis că prevederea conținută în Declarația de Independență referitoare la limba română ca limbă de stat a Republicii Moldova prevalează asupra prevederii referitoare la limba moldovenească conținute în articolul 13 al Constituției.

Scriitorul Vitalie Ciobanu a declarat cu acest prilej:
„Curtea Constituțională tocmai a consfințit un adevăr. Limba moldovenească este o relicvă stalinistă”

## Distribuție sociologică
Potrivit datelor finale ale recensământului din 2004, 558 508 (16,5%) din cei 3 383 332 de locuitori ai Republicii Moldova (fără regiunea nistreană) au declarat limba română ca limbă maternă, în timp ce 2 029 847 (60%) au declarat ca limbă maternă „limba moldovenească”.
Totodată, la capitolul limba vorbită de obicei dintre cele 2 milioane 564 de mii de persoane care se declară etnici moldoveni, aproape 2 milioane (58,8%) declară că vorbesc, zilnic, „limba moldovenească”. Alte 475 de mii afirmă că vorbesc româna. Acestora li se adaugă și aproximativ 70 de mii de cetățeni care se consideră etnici români, ridicând totalul celor care declară că vorbesc româna la peste jumătate de milion (16,4%), dar totuși de aproape 4 ori mai puțin decât numărul celor ce declară că vorbesc de obicei „moldovenească”.
| Întrebare | Vârstă   | Dată      | Română | Moldovenească |
| --- | -------- | --------- | ------ | ------------- |
| Care este limba dvs. maternă? (răspuns unic) | > 0 ani  | oct. 2004 | 21,6%  | 78,4%         |
| Care este limba în care vorbiți de obicei? (răspuns unic) | > 0 ani  | oct. 2004 | 21,9%  | 78,1%         |
| Care este limba dvs. maternă? (răspuns multiplu) | > 18 ani | dec. 2004 | 17%    | 86%           |
| Care trebuie să fie limba (limbile) de stat a RM? (răspuns multiplu) | > 18 ani | dec. 2004 | 25%    | 77%           |
| Care trebuie să fie denumirea limbii oficiale în Constituție? (răspuns unic)a | > 18 ani | apr. 2012 | 29%    | 71%           |
| Care trebuie să fie denumirea limbii oficiale în Constituție? (răspuns unic)a | > 18 ani | nov. 2012 | 30,1%  | 69,9%         |
| Care este limba în care vorbiți cel mai des? (răspuns unic)a | > 18 ani | feb. 2014 | 70,8%  | 29,2%         |
| Care este denumirea corectă a limbii oficiale în Republica Moldova? (răspuns unic) | > 18 ani | apr. 2014 | 44%    | 56%           |
| Care este limba vorbită de obicei? (răspuns unic) | > 18 ani | iun. 2014 | 53%    | 47%           |
| a În acest tabel s-au avut în vedere doar răspunsurile exprimate pentru una dintre variantele "română" sau "moldovenească". Pe de altă parte, un procent de 12,6% (aprilie 2012) și, respectiv, 8,8% (noiembrie 2012) din totalul populației românofone s-a exprimat pentru trecerea în constituție a sintagmei "moldovenească (română)". |          |           |        |               |

Astfel, spre deosebire de populația românofonă din Chișinău, care în majoritate declară limba română ca limbă maternă, la recensământul din 2004, în mediul rural, doar una din șapte persoane și-a numit limba maternă ”română”, restul denumind-o ”moldovenească”.
Modul în care s-a desfășurat recensământul din 2004 la capitolul apartenență etnică și limba vorbită, a fost criticat de către reprezentanții Consiliului Europei. Potrivit unui articol al portalului „Moldova Azi“ din 18 mai 2005 , grupul de experți internaționali în recensăminte a declarat că „în general, recensământul moldovean a fost organizat de o manieră profesionistă”, dar au remarcat că subiectele din chestionare ce țin de naționalitate și limbă au fost cele mai delicate, în special înregistrarea răspunsurilor de „moldovean” sau „român” și de aceea a conclus că o atenție deosebită va trebui să fie acordată la utilizarea acestor date.
| Eșantion               | Română | Moldovenească | NȘ/NR |
| ---------------------- | ------ | ------------- | ----- |
| Total populație        | 37%    | 60%           | 2%    |
| Alolingvi (minorități) | 11%    | 83%           | 6%    |
| Autohtoni              | 43%    | 55%           | 2%    |
| Mediu urban            | 43%    | 54%           | 3%    |
| Nivel economic ridicat | 56%    | 44%           | 0%    |
| 18-29 ani              | 60%    | 39%           | 1%    |
| Educație înaltă        | 61%    | 36%           | 3%    |

Șeful grupului de observatori ai Consiliului Europei care au monitorizat recensământul, John Kelly, a declarat atunci că șapte din cele zece grupuri de observatori internaționali au înregistrat un număr considerabil de cazuri în care recenzorii le-au recomandat respondenților să se declare moldoveni și nu români.
Un studiu efectuat la comanda Institutului de Politici Publice în aprilie 2014, arată că folosirea denumirii de „limba română” crește direct proporțional cu nivelul economic, tinerețea și nivelul de educație al cetățenilor Republicii Moldova.
În schimb, susținerea față de denumirea de „limbă moldovenească” este mai mare între minoritățile etnice de pe teritoriul Republicii Moldova și corespunde mai degrabă unui nivel socio-economic scăzut, unei educații primare și, în genere, mediului de viață rural.

## Identitate

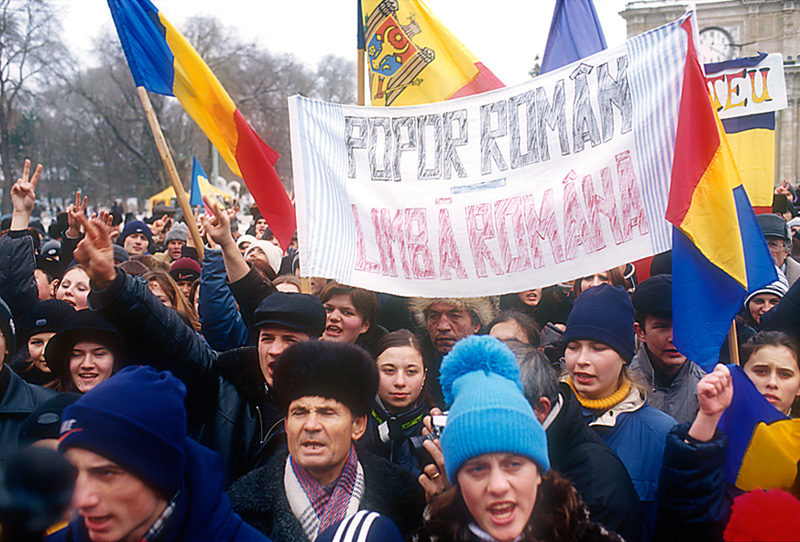
Demonstrație în Chișinău (februarie 2002)

În școli, limba se numește română, iar în primii ani de democrație a fost studiată chiar cu manuale din România..
Academicianul Gheorghe Duca, șef al Academiei de Științe a Moldovei: 
„în anul 1994, atunci când glotonimul limbă moldovenească a fost introdus în Constituție, Prezidiul Academiei de Științe a adoptat o hotărâre în care a dedus clar: „Art. 13 din Constituție trebuie să fie revăzut în conformitate cu adevărul științific, urmând a fi formulat în felul următor: limba de stat (oficială) a Republicii Moldova este limba română". Prin urmare, denumirea corectă a limbii noastre este limba română și în această chestiune, extrem de sensibilă, AȘM nu a lăsat loc de interpretare sau de târg. Acest adevăr este susținut și de comunitatea științifică internațională, de specialiștii în domeniul limbilor romanice, inclusiv de savanții ruși.”
Înainte de 19 iunie 2006 majoritatea instituțiilor oficiale moldovenești foloseau același termen, inclusiv pe siturile lor web. O hotărâre a guvernului cu privire la modul de publicare a informației pe paginile oficiale ale autorităților administrației publice în rețeaua Internet de la acea dată stipula că „informația pe paginile-web oficiale ale autorităților administrației publice va fi publicată, în mod obligatoriu, în limba moldovenească și în limba rusă, în conformitate cu legislația în vigoare privind funcționarea limbilor”. Unele situri web s-au conformat normei, deși există în continuare situri web care folosesc denumirea de „limbă română” sau abrevieri ale acesteia. Printre siturile web care folosesc în continuare denumirea de „limba română” se numără Ministerul Administrației Publice Locale, Consiliul Național pentru Acreditare și Atestare al Republicii Moldova, Agenția Privatizare de pe lângă Ministerul Economiei și Comerțului, Departamentul pentru Migrație, Academia de Științe a Moldovei, Agenția Națională pentru Reglementare în Comunicații Electronice și Tehnologia Informației, Agenția Relații Funciare și Cadastru, Agenția Națională de Dezvoltare Rurală și multe altele. Există și situri web disponibile doar în limba română (deci care nu au indicatori de limbă) sau care în locul limbii afișează un steag tricolor (uneori cu stema Moldovei), evitând astfel problema denumirii limbii.
În 1993, politicianul Vasile Stati și-a exprimat convingerilor ce susțineau existența unei limbi "moldovenești" de sine stătătoare, diferită de cea română, în cartea sa „Moldovenii în lume”. Cartea sa conținea o mulțime de neadevăruri și falsuri, lucruri care i-au atras o mulțime de critici. Lui Stati i se părea totodată de neomis faptul că anterior, mulți autori moldoveni își numeau limba moldovenească, de la Grigore Ureche la Miron Costin sau Dimitrie Cantemir, deși Dimitrie Cantemir are destule lucrări care atestă denumirea limbii ”Moldovenești” în ”Limba Românească” precum ”Hronicul Vechimii Româno-Moldo-Vlahilor”.

Lingvistul Eugen Coșeriu, implicat și el în dezbaterea referitoare la glotonimul de „limbă moldovenească”, preciza că înșiși susținătorii moldovenismului scriu într-o română îngrijită, pe care o denumesc „moldovenească”, fapt care constituie un argument irefutabil împotriva existenței acestei limbi ca limbă de sine stătătoare și în favoarea punctului de vedere că cele două glotonime sunt pur și simplu sinonime. Mai mult, Coșeriu insistă că:
„a promova sub orice formă o limbă moldovenească, deosebită de limba româna este, din punct de vedere strict lingvistic, ori o greșeală naivă, ori o fraudă științifică. Din punct de vedere istoric și practic este o absurditate, o utopie și din punct de vedere politic e o anulare a identității etnice și culturale a unui popor și deci un act de genocid etnico-cultural”
 Ion Stici afirma că nicio limbă nu poate avea două denumiri, în timp ce fostul președinte moldovean, Mircea Snegur găsea recunoașterea a două glotonime pentru o limbă incompatibilă cu adevărul științific. Snegur afirma în discursul său din 27 aprilie 1995: 
„Numele corect al limbii pe care o vorbim este română, iar cei ce nu vor să înțeleagă – să consulte savanții, care știu mai multe despre etimologia și dezvoltarea limbii noastre.”
.
Adepții moldovenismului sunt de cele mai multe ori moldoveni care au crescut în familii mixte, în care numai unul dintre părinți este moldovean(român). Astfel, mamele lui Vasile Stati și Valeriu Reniță sunt rusoaice, tatăl lui Constantin Starîș este ucrainean, iar tatăl vitreg a lui Vladimir Voronin este rus.
Totodată, idiomul moldovenesc este de cele mai multe ori asociat celorlalte graiuri vorbite pe teritoriul României, muntenesc, crișean ș.a., așadar o echivalare între cele două este nepotrivită (după Ion Stici, Silviu Berejan, Vitalie Marin, Eugen Coșeriu). Astfel, cuvintele lui Stati despre așa-numita „limbă moldovenească” sunt de cele mai multe ori calificate drept „himere”, „un fals științific”, o „absurditate”, o „utopie”, un „act de genocid etnic și cultural”. Glotonimul de „limbă moldovenească” a primit la rândul său calificative ca „fals” (Nicolae Leahu, Gheorghe Mihăilă), „himeric” (Vlad Cubreacov), „artistic” (Moldopres, 20 iulie 1995).
Din punct de vedere internațional, termenul de „limbă română” este folosit pentru a denumi limba oficială în Republica Moldova de către diverse instituții și organizații, ca ONU, Uniunea Europeană, Banca Mondială, CIA, Ministerul German de Externe sau Departamentul de Stat al SUA.
În anul 2002, ministrul moldovean de Justiție Ion Morei, a declarat că româna și moldoveneasca sunt una și aceeași limbă, și că Constituția Republicii Moldova ar trebui modificată, nu neapărat prin schimbarea cuvântului moldovenească în română, ci prin adăugarea sintagmei „Româna și moldoveneasca sunt aceeași limbă“. Ministrul moldovean al Învățământului, Valentin Beniuc, zicea: „Am spus nu o dată că noțiunile de limbă moldovenească și limbă română reflectă unul și același fenomen lingvistic în esență“.
Academicianul Silviu Berejan, cercetător științific principal în cadrul Institutului de Lingvistică de pe lângă Academia de Științe a Moldovei, a pledat în Conferința privind denumirea limbii de stat a Republicii Moldova pentru inexistența unei așa-numite limbi moldovenești.
Unele dintre cele mai impresionante contribuții în sprijinul identității sunt lucrările lui Nicolae Mătcaș, printre care și Comunicarea prezentată la Congresul al V-lea al Filologilor Români, Iași-Chișinău, 6-9 iulie 1994. Mătcaș, la fel ca și Coșeriu, reformulează „argumentele“ moldoveniste (așa încât acestea să sune a texte științifice), după care desființează teoria moldovenistă, paragraf cu paragraf. La sfârșit filologul își „justifică“ gestul: „Știința nu trebuie să se afle la cheremul cutărui sau cutărui conducător sau partid, scopul suprem al ei constând în a sluji adevărul.“

Din Revista Ministerului Instrucțiunii Publice, fasciculul 29, secțiunea IV, Petersburg, 1840, pagina 7:
„Despre situația învățământului în Principatele Moldovei și Valahiei:
Moldova și Valahia sunt țări locuite de un popor care are o singură origine, o singură limbă, o singură Credință, în pofida separației lor pe plan civil, ele au avut necontenit o singură soartă comună: au suferit împreună de-a lungul secolelor, purtând aceeași cruce grea, iar acum sorb o nouă viață din același izvor dătător de viață. Ele au același trecut, același prezent și, bineînțeles – același viitor!”
.
Klaus Heitmann, în cartea sa intitulată Limba și Politica în Republica Moldova scrie:
„Romana vorbita și scrisă în URSS e considerată în lingvistica sovietică o limba aparte (limba moldoveneasca)... De fapt, cele doua limbi se deosebesc în realitate doar prin aceea ca româna folosește grafia latină, iar moldoveneasca, dimpotrivă, grafia chirilică; moldoveneasca vorbită este un dialect al limbii române”
.

Nikolai Durnovo,lingvist și ministrul invațămîntului în Imperiul Rus,scria în Peterburgskie vedomosti, 27 mai (9 iunie) 1912:
„ … toate scolile organizate in Basarabia au scopul de a transforma românii basarabeni în velicoroși, ceea ce nu reușește”
.
Ruben Budagov:
„Numai pentru faptul ca I.V. Stalin aminteste «limba moldoveneasca» a aparut problema limbii moldovenesti de sine statatoare, desi majoritatea lingviștilor considera pana acum ca românii si moldovenii vorbesc aceeasi limba”
Voprosi iazakoznania, 1957, Nr.2, p. 154
Conform relatărilor despre recentul recensământ moldovean, aproximativ 2/3 din cei care și-au declarat limba maternă ca fiind română sau moldovenească au folosit primul termen. Ulterior, datele oficiale finale ale recensământului au arătat că doar puțin peste o cincime din vorbitorii de limbă română/moldoveană au indicat româna ca limbă maternă, însă rezultatele cu privire la acest subiect au fost puse la îndoială.

Solistul proiectului Carla's Dreams, întrebat care este diferența dintre limba romană și cea moldovenească, a răspuns:
„Noi cântăm în rusă, în română și în engleză....E un subiect foarte politizat. Nu este nicio diferență. Este limba română și atât. Este doar dialect moldovenesc, care se întâlnește nu doar în Republica Moldova, dar și în regiunea Moldovei din România. Dicționarul este român. Nu avem dicționare de limbă moldovenească”
.
Marele om de știință rus,de origine basararabeană,fost vice-președinte al Academiei Științelor Naturale a Federației Ruse și membrul al Academiei Europene Serghei Petrovici Kapița, nota pentru jurmalul "Natura":
„Academicianul Piotrovski, un mare romanist și un foarte bun prieten al familiei noastre, a tot vorbit despre situația lingvistică din Basarabia, inclusiv despre felul acesta al multor intelectuali, iscat din rațiuni de circumspecție politică, desigur, de a ocoli numele ei cel adevărat. Dar ea este limba română și n-ai ce-i face.”
.
Conform declarațiilor europarlamentarului Adrian Severin, Comisia Europeană a renunțat să mai folosească glotonimul „limba moldovenească” în documentele oficiale.
Limba ”Moldovenească” capătă din an în an un statut din ce în ce mai slab,fiind considerată ca o reminiscență a perioadei Sovietice în Moldova de Est. Limba pierde teren din cauza neoficialității acesteia și din cauza faptului că a fost folosită pe post de instrument politic în perioada anterior menționată. Susținătorii politici ai acestei ”limbi” sunt Partidul Socialiștilor din Republica Moldova și Partidul Comuniștilor din Republica Moldova care încă propagă ideea unui ”sentiment național moldovenesc” inspirat de modelul Sovietic din RSS Moldovenească respectiv RASS Moldovenească.

## Diferențe
În Republica Moldova, persoanele mai puțin școlite și cele pentru care nu este limba maternă, vorbesc o limbă „moldovenească” comună mai apropiată de graiul moldovenesc popular decât de standardul literar folosit de cele două țări România și Moldova.

### Ortografie și alfabet
(Vezi și: Transliterarea limbii române din scrierea „moldovenească” în cea latină)

Partea introductivă a „Dicționarului ortografic al limbii române (ortoepic, morfologic, cu norme de punctuație)” publicat sub egida AȘM

Principala diferență de ortografie între cele două variante (folosirea literelor â și î) a fost abolită prin publicarea „Dicționarului ortografic al limbii române (ortoepic, morfologic, cu norme de punctuație)” (elaborat de Academia de Științe a Moldovei și recomandat spre editare în urma ședinței din 15 noiembrie 2000). Înainte, în timp ce în româna standard erau folosite ambele glife, cu reguli clare de folosire (a se vedea â și î), în româna moldovenească era recomandată folosirea lui î din i. Totuși, multe publicații de limbă română din Republica Moldova foloseau și înainte de acest moment â (Flux, Accente, Ziarul de Garda, Timpul, etc.), la fel cum în România există publicații care folosesc vechea ortografie (Academia Cațavencu printre altele). Faptul că ortografia oficială reglementată în Republica Moldova impunea folosirea în exclusivitate a literei î se datora faptului că, după perioada sovietică în care româna era scrisă cu alfabetul chirilic, când Academia de Științe a Moldovei a adoptat alfabetul latin cu ortografia din România, Academia Română încă nu reintrodusese simbolul â în forma inspirată de ortografia interbelică.
Din același motiv, cuvântul sunt se scria în Moldova sînt.
În perioada comunistă, și în primii ani de după revoluție, româna din România folosea la rândul ei aceeași ortografie (scrierea cu î din i și sînt). Decizia de a reforma ortografia pentru a include și caracterul „â” a fost luată de Academia Română în 1993. Această decizie a fost contestată de numeroși lingviști și a fost privită ca având natură politică.
Cu toate acestea în noua ediție a „Dicționarului ortografic al limbii române (ortoepic, morfologic, cu norme de punctuație)” se aplică Hotărârea Adunării generale a Academiei Române din 17 februarie 1993 privind la revenirea la „â” și „sunt” în ortografia limbii române. „Dicționarul ortografic al limbii române (ortoepic, morfologic, cu norme de punctuație)” este elaborat pe baza „Dicționarului ortografic cu elemente de ortoepie și morfologie”, apărut la Chișinău în anul 1990, care, la rândul lui, a fost pregătit după „Dicționarul ortografic, ortoepic și morfologic al limbii române”, publicat la Editura Academiei Române în anul 1982, și reprezintă, în esență, o ediție adăugată a acestora. Ediția s-a îmbogățit cu 25 000 de unități lexicale, ajungând astfel la cifra de 75 000.
În Republica Moldova, alfabetul chirilic a fost înlocuit de cel latin în 1989. Conform unui studiu AEGEE din 1997, aproape toată populația urbană moldovenească cunoaște alfabetul latin, deși mulți moldoveni de peste 30 de ani preferă literele chirilice.
În 2016,Limba română in Republica Moldova s-a aliniat mai mult cu cea Română literară prin oficializarea înlocuirii lui î in â (exemplu: ”Purtînd”, ”Avînd” devin ”Purtând”, ”Având”)

### Vocabular
În 2003, Vasile Stati, un promotor al argumentului „moldovenist“, a publicat un dicționar moldovenesc-român, cu o prefață virulentă,cu argumente șubrede și cu scopul declarat de a demonstra că în cele două țări se vorbesc ”limbi diferite”. Lingviștii Academiei Române au declarat că toate cuvintele moldovenești sunt de asemenea cuvinte românești. Și în Republica Moldova, șeful Institutului de Lingvistică din cadrul Academiei de Științe a Moldovei, Ion Bărbuță, a descris dicționarul ca fiind o „absurditate, servind scopuri politice“. Aceste reacții academice au fost catalogate ca tendințe expansioniste românești de către Stati, care a acuzat guvernul român de aceasta în fața forurilor internaționale. Încercările lui Stati de a denigra Limba Română literară au rămas în van întrucât Limba ”Moldovenească” este o altă denumire neoficială a Limbii Române, lucru consfințit mai târziu și de organele de stat din Republica Moldova.

## Bilingvism
Graiul moldovenesc îmbogățit cu elemente de vocabular din limba rusă este preponderent folosit la nivel național. În orașe (cu excepția Transnistriei), româna moldovenească și rusa sunt folosite într-un raport de 50:50, deși dialectul moldovenesc câștigă teren în ultimii ani ca limbă oficială și limbă vorbită de obicei.
Un fenomen frecvent este folosirea cuvintelor și construcțiilor rusești, a calcurilor de formă și sens în limba vorbită în Moldova. De obicei, cuvântul rus vine declinat după regulile gramaticale ale limbii române. Există totuși cazuri când o astfel de adaptare la forma de plural a substantivului este greoaie sau chiar imposibilă din punct de vedere fonetic. În acest caz, cuvântului îi este atașat un articol enclitic la forma sa rusă de plural. Elocvente pentru această situație, care apare la substantivele rusești terminate în „-чка”, „-жка” (și analog la cele cu terminația „-ска”, „-шка”, „-вка” printre altele) sunt exemple ca „tapocichile” (pantofii sport), „bulocichile” (chiflele), „leajchile” (bătătoarele), „sosischile” (cârnăciorii), „slivchile” (cremele). Vocabularul cultural și terminologia științifică sunt aliniate în schimb limbii române.

## Situația dinUcraina
În perioada sovietică, în RSS Ucraineană minoritatea românofonă a fost împărțită între „moldoveni” și „români” pe baza criteriului geografic, astfel:
- În regiunea Odesa care cuprinde Sudul Basarabiei și cele 8 raioane din fosta RASS Moldovenească care în 1940 au fost incluse în Ucraina, toți românofonii au fost etichetați drept moldoveni, iar limba vorbită de ei drept moldovenească.
- În Transcarpatia (Maramureșul de Nord) românofonii erau recunoscuți ca având naționalitate română.
- În regiunea Cernăuți populația românofonă era împărțită între „moldoveni” și „români” după criterii nu foarte exacte (uneori în cadrul aceleiași familii existau asemenea împărțiri artificiale), însă ca regulă generală nu foarte strict aplicată, în partea basarabeană a regiunii (fostul județ Hotin) românofonii erau declarați moldoveni, iar în partea bucovineană a regiunii și în ținutul Herța era acceptată și declararea naționalității române.
- În celelalte regiuni ucrainene unde existau sate românești, locuitorii erau considerați moldoveni.

În sistemul de învățămînt pentru minoritatea românofonă se folosea exclusiv „limba moldovenească” scrisă cu alfabet chirilic. Inclusiv românilor din Maramureșul de Nord, care niciodată nu s-au considerat moldoveni și erau recunoscuți oficial drept români de autoritățile sovietice, li se preda în școli „limba moldovenească”.
După trecerea la alfabetul latin în Republica Moldova, au trecut la alfabetul latin și moldovenii din Ucraina.
În Ucraina, învățământ în limba română/moldovenească există doar în regiunile Odesa, Cernăuți și Transcarpatia. În perioada de început a URSS, înainte de Al Doilea Război Mondial, au existat școli moldovenești și în alte regiuni.
În 2022, președintele României, Klaus Iohannis, i-a cerut președintelui ucrainean Volodimir Zelenski ca Ucraina să recunoască oficial inexistența „limbii moldovenești”.

## Situația lingvistică în stânga Nistrului
Așezăminte moldovenești sunt menționate în stânga Nistrului încă din secolul XVII, cu toate că acestea nu au făcut niciodată parte din Principatul Moldovei. Până la includerea acestui spațiu în Imperiul Rus la sfârșitul secolului XVIII, așezările s-au aflat sub stăpânirea tătarilor, cu excepția nordului inclus în Regatul Poloniei. Odată cu formarea în 1924 a Republicii Sovietice Socialiste Autonome Moldovenești, limba română a fost introdusă în educație, presă și publicistică. Până în 1928 s-a dezvoltat limba română, scrisă inițial cu caractere chirilice – pentru acomodarea populației, iar mai apoi cu alfabetul latin. Această dezvoltare a fost întreruptă în anii următori, în scopul sincronizării cu politica de proletcultism a Uniunii Sovietice, care cerea anularea realizărilor progresive ale societății civile. Acest fapt a afectat și idiomul moldovenesc care trebuia să funcționeze ca o limbă independentă față de limba română, politică al cărui principal susținător era lingvistul Leonid Madan. Noile norme fonetice și gramaticale, precum și neologismele introduse nu s-au bucurat de succes și au fost eliminate în 1932, fapt urmat de adoptarea normei literare a limbii române cu alfabet latin. Acest status quo nu a durat decât până la apariția teoriei staliniste în 1938, a cărei victime au fost „românizatorii”, alături de milioane de alți „dușmani ai poporului”. Limba standard a fost din nou scrisă cu caractere chirilice și îmbogățită cu cuvinte de sorginte rusă, după o normă construită de I. C. Ciobanu.
În iunie 1940, după 22 de ani de la unirea din 1918, Uniunea Sovietică reocupa Basarabia și ocupa Bucovina de Nord și ținutul Herța. Un an mai târziu, România a atacat URSS-ul, ca parte a Operațiunii Barbarossa și a eliberat ținuturile vremelnic ocupate, în același timp ocupând și teritoriile dintre Bug și Nistru (care au primit prin extensie numele de Transnistria). După o perioadă de numai 3 ani în care limba și alfabetul moldovenești au fost înlocuite de limba română și grafia latină, zona a fost reocupată de URSS în 1944 și a rămas în cadrul statului unional sovietic până la disoluția acestuia în 1991. După război, conducerea sovietică a renunțat la planurile de introducere a unei limbi de stat bazată pe dialectul moldovenesc, urmând ca după mai multe concesii limba română să devină limba standard, dar scrisă încă cu caractere chirilice. Statutul limbii în Transnistria era până în 1989 identic cu cel din Basarabia, deși în mediul cotidian româna avea o importanță mult mai redusă în stânga Nistrului – o cauză a acestui fapt era și faptul că moldovenii constituiau doar 40% din populație, iar prestigiul limbii era chiar și printre ei mai scăzut decât în restul RSS Moldovenești. În timp ce deja în 1989 în Basarabia limba era denumită „română”, fiind introdus și alfabetul latin, autoritățile de la est de Nistru și-au declarat unilateral independența față de Republica Moldova și au adoptat rusa, ucraineana și „moldoveneasca” ca limbi oficiale. De fapt însă, limba de stat în republica separatistă nistreană este rusa, dominantă în mediul urban, în special în capitala Tiraspol. În mass media este folosită și așa-numita „moldovenească”, limba română standard scrisă cu alfabetul chirilic. Universitatea, care a folosit pentru o perioadă de timp alfabetul latin, a fost mutată la Chișinău. Astfel, Universitatea de Stat din Tiraspol se află în Chișinău, iar la Tiraspol funcționează Universitatea Nisteană Șevcenco. În general, dialectul moldovenesc joacă un rol periferic în mediul din stânga Nistrului.
Republica s-a autodenumit „Nistrenia”. Numele de „Transnistria” era folosit în România înaintea izbucnirii celui de Al Doilea Război Mondial, fără a poseda conotații speciale. În URSS însă, numele făcea referire la regimul de ocupație româno-german asupra teritoriului dintre Nistru și Bug (cu centrul la Odessa) din perioada 1941-1944, motiv pentru care termenul este evitat în zilele noastre. Cu toate acestea, termenul „Nistrenia” se conformează normei lingvistice românești.
În vara lui 2004, milițiile separatiste au început să închidă școlile din Transnistria în care se preda limba română cu alfabet latin, iar părinții și elevii care s-au opus au fost arestați. O parte din elevii care au luptat la acea vreme pentru a se putea exprima în limba română și-au petrecut sărbătorile de iarnă din 2004 în România la invitația Ministerului Afacerilor Externe. Școlile românești închise au fost apoi redeschise, însă acestea au statut de „școli neguvernamentale”, și în consecință nu primesc fonduri de la autoritățile RMN. Potrivit agenției de presă oficiale de la Tiraspol, Olivia-Press, în școlile din stânga Nistrului, 11 200 de elevi învață în „limba moldovenească” (cu alfabetul chirilic), în vreme ce 3.400 de elevi sunt înscriși în cele 6 instituții de învățământ neguvernamentale în care se învață în „limba română” (cu alfabetul latin).

## Wikipedia moldovenească
Expansiunea Wikipediei în primii săi ani a condus printre altele la apariția unei ediții în limba moldovenească în 2003, urmare a faptului că această limbă avea atribuite în standardul ISO 639 codurile mo și mol, distincte de cele ale limbii române ro și rou/ron. Acest proiect permitea scrierea articolelor atât în alfabetul latin cât și în cel chirilic (oficial în RSSM înainte de 1989, și până în zilele noastre în Transnistria). Ca urmare a faptului că nu s-au găsit suficienți contributori doritori de a redacta sau translitera articole în alfabetul chirilic, numărul articolelor a rămas foarte redus și Wikipedia moldovenească funcționa în mare măsură ca un portal cu trimiteri spre Wikipedia în limba română. După numeroase și aprinse discuții, cu argumente atât tehnice cât și lingvistice și identitare, proiectul a fost în cele din urmă sistat în anul 2006, dat fiind că limba moldovenească și limba română nu sunt două limbi diferite, ci au fost două denumiri diferite pentru aceiași limbă.